# Anna Maria Wehinger
Anna Maria Wehinger (* 2. Juni 1853 in Gestratz; † 4. Mai 1922 in Dornbirn) war Tochter des Augustin Kirchmann „Bei Franzebube im Ried“. Sie leitete ab 1889 eine der ersten Koch- und Haushaltungsschulen im deutschsprachigen Raum und verfasste das nicht nur historisch bekannte Dornbirner Kochbuch.

## Werk
Die für ihre Kochkunst bekannte Wehinger führte in den 25 Jahren ihres Wirkens in Dornbirn 82 mehrwöchige Tageskurse und 70 Abendkurse durch. 1924, zwei Jahre nach ihrem Tod, gab ihr Sohn Josef Wehinger die letzte Ausgabe ihres dann schon über 1000 Rezepte enthaltenden Bestsellers heraus. Ihre Rezepte sind Zeugen der Zeit, indem sie einen Eindruck über das Leben in der Region um die Jahrhundertwende geben, aber in der Mehrzahl auch Köstlichkeiten für die moderne Küche. Das Kochbuch wurde zuletzt 2008 in einer erweiterten Auflage neu aufgelegt. (Das Dornbirner Kochbuch, Köstlichkeiten der Vorarlberger Küche, 1038 Rezepte der Anna Maria Wehinger, Neuausgabe, ergänzt und überarbeitet von Susanne Neier, ISBN 978-3-8370-4716-5, Verlag: Books on Demand GmbH, Norderstedt).
Beispiel aus dem Antiquariat:
- Wehinger, Anna: Dornbirner Kochbuch. 850 selbsterprobte Kochrezepte für gewöhnlichen und besseren Haushalt, nebst zwei vierwöchentlichen Speisezetteln und einer Anleitung zur Erlernung der Kochkunst, sechste, vermehrte und verbesserte Auflage, textlich unveränderter Nachdruck der Ausgabe, Friedrich Rusch (Dornbirn 1912); Verlag Hugo Sedlmayr (Dornbirn 1995).